# 筑波大学女子ハンドボール部
筑波大学女子ハンドボール部（つくばだいがく じょしハンドボールぶ）は、関東学生ハンドボール連盟に所属する筑波大学の女子ハンドボール部。

## 歴史
1980年に全日本学生ハンドボール選手権大会（インカレ）で初優勝を果たした。
1982年は東日本学生選手権で優勝し、インカレでは2年ぶりの優勝を決めた。
1998年はインカレで16年ぶりの優勝を果たし、2000年まで3連覇を達成。

## 獲得タイトル
- 全日本学生ハンドボール選手権大会：11回 (1980年・1982年・1998年・1999年・2000年・2002年・2003年・2004年・2006年・2007年・2008年)

## 年度別成績
| 年度   | 学生選手権   | 東日本学生 | 関東学生連盟 | 関東学生連盟 |
| 年度   | 学生選手権   | 東日本学生 | 春季リーグ   | 秋季リーグ   |
| ------ | ------------ | ---------- | ------------ | ------------ |
| 2000年 | 優勝         | 優勝       | 優勝         | 優勝         |
| 2001年 | 準優勝       | 準優勝     | 優勝         | 優勝         |
| 2002年 | 優勝         | 優勝       | 優勝         | 優勝         |
| 2003年 | 優勝         | 優勝       | 優勝         | 2位          |
| 2004年 | 優勝         | -          | 2位          | 優勝         |
| 2005年 | ベスト4      | -          | 2位          | 2位          |
| 2006年 | 優勝         | -          | 優勝         | 優勝         |
| 2007年 | 優勝         | -          | 優勝         | 優勝         |
| 2008年 | 優勝         | -          | 2位          | 優勝         |
| 2009年 | ベスト4      | -          | 2位          | 2位          |
| 2010年 | ベスト4      | -          | 優勝         | 優勝         |
| 2011年 | 準々決勝敗退 | -          | 6位          | 3位          |
| 2012年 | 準々決勝敗退 | -          | 優勝         | 3位          |
| 2013年 | 準々決勝敗退 | -          | 3位          | 3位          |
| 2014年 | ベスト4      | -          | 優勝         | 3位          |
| 2015年 | ベスト4      | -          | 優勝         | 2位          |
| 2016年 | ベスト4      | -          | 2位          | 2位          |
| 2017年 | ベスト4      | -          | 2位          | 優勝         |
| 2018年 | ベスト4      | -          | 3位          | 3位          |
| 2019年 |              |            | 2位          |              |

## 主な出身選手
- 山田永子 (2001年卒) - 元・オムロン
- 早船愛子 (2002年卒) - 元・三重バイオレットアイリス、シャトレーゼ
- 石立真悠子 (2009年卒) - 元・オムロン
- 田口舞 (2010年卒) - 元・飛騨高山ブラックブルズ岐阜、広島メイプルレッズ
- 石野実加子 (2011年卒) - 元・北國銀行
- 山野由美子 (2011年卒) - ソニーセミコンダクタマニュファクチャリング
- 藤井保奈美 (2012年卒) - 元・ソニーセミコンダクタマニュファクチャリング
- 加須屋朝緋 (2013年卒) - GCアミチティア・チューリッヒ (スイス)
- 川俣ゆかり (2013年卒) - オムロン
- 安倍千夏 (2014年卒) - 元・ソニーセミコンダクタマニュファクチャリング
- 網谷涼子 (2014年卒) - リンケビンHB (デンマーク)
- 水田亜莉沙 (2015年卒) - 元・大阪ラヴィッツ
- 関澤あすか (2016年卒) - 元・ソニーセミコンダクタマニュファクチャリング
- 岩﨑成美 (2017年卒) - ソニーセミコンダクタマニュファクチャリング
- 田村美沙紀 (2017年卒) - ソニーセミコンダクタマニュファクチャリング
- 竹原千賀 (2019年卒) - オムロン